# جوشوا دانيال رويز كاستيلو
جوشوا دانيال رويز كاستيلو (بالإسبانية: Joshua Daniel Ruiz Castillo)‏ هو لاعب شطرنج كولومبي، ولد في 1997.

## وصلات خارجية
- جوشوا دانيال رويز كاستيلو على موقع الاتحاد الدولي للشطرنج (الإنجليزية)
- جوشوا دانيال رويز كاستيلو على موقع مباريات الشطرنج (الإنجليزية)
- جوشوا دانيال رويز كاستيلو على موقع Chesstempo.com (الإنجليزية)
- جوشوا دانيال رويز كاستيلو على موقع الاتحاد الأمريكي للشطرنج (الإنجليزية)
- جوشوا دانيال رويز كاستيلو سجل أولمبياد الشطرنج على موقع OlimpBase.org (الإنجليزية)